# Черний Бряг
Че́рний Бряг (болг. Черни бряг) — село в Тирговиштській області Болгарії. Входить до складу общини Антоново.

## Населення
За даними перепису населення 2011 року у селі проживали 115 осіб.
Національний склад населення села:
| Національність   | Кількість осіб | Відсоток |
| ---------------- | -------------- | -------- |
| болгари          | 110            | 95,7%    |
| цигани           | 4              | 3,5%     |
| не визначились   | 0              | 0%       |
| Всього відповіли | 115            |          |

Розподіл населення за віком у 2011 році:
Динаміка населення: